# エルヴィル＝アン＝ヴェクサン
エルヴィル＝アン＝ヴェクサン （Hérouville-en-Vexin）は、フランス、イル＝ド＝フランス地域圏、ヴァル＝ドワーズ県のコミューン。2017年の終わりまでは、単にエルヴィル（Hérouville）と呼ばれていた。

## 地理
村は、県道927号線沿いにあり、セルジー＝ポントワーズのニュータウンから約10km離れている。オーヴェル＝シュル＝オワーズに隣接している。

## 由来
1249年にはHerovillaまたはHerouvillaの名であったことが証言されている。ゲルマン語の人名Herulfと、ラテン語でドメーヌを意味するvillaからできた名称である。

## 歴史
11世紀にモンモランシー家とラヴァル家がエルヴィルに根を下ろした。この時代から、ラ・オルト・ビュットと呼ばれる場所に教会があったが、百年戦争さなかの1435年頃にイングランド軍によって放火され破壊されてしまった。教会が再建されたのは15世紀で、ジャンヌ・ド・ラヴァルが住民たちに土地と、事業を始めるのに必要な資金を寄付したおかげであった。

## 人口統計
| 1962年 | 1968年 | 1975年 | 1982年 | 1990年 | 1999年 | 2004年 | 2015年 |
| ------ | ------ | ------ | ------ | ------ | ------ | ------ | ------ |
| 254    | 340    | 319    | 398    | 439    | 598    | 559    | 616    |

参照元:1962年から1999年までは複数コミューンに住所登録をする者の重複分を除いたもの。それ以降は当該コミューンの人口統計によるもの。1999年までEHESS/Cassini、2006年以降INSEE

## 史跡
- サン・クレール教会 - 12世紀建設開始。ゴシック様式。1915年に歴史的記念物として登録[5]。
- エルヴィル城

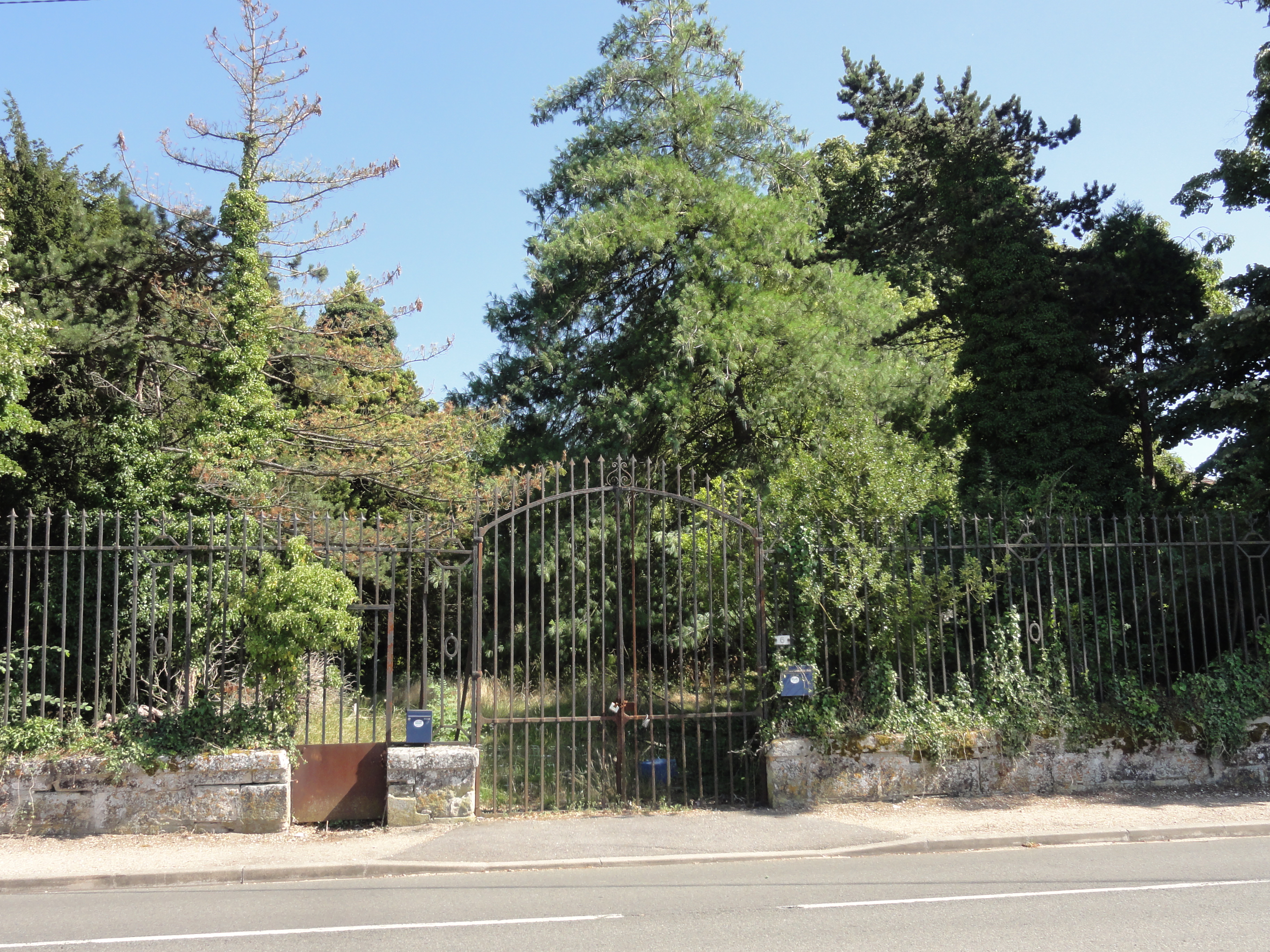
ジョルジュ・デュアメル通りから見たシャトーの鉄柵
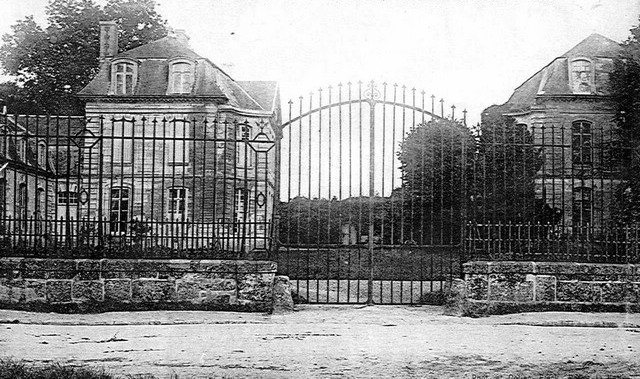
20世紀初頭に撮影された、シャトーの鉄柵
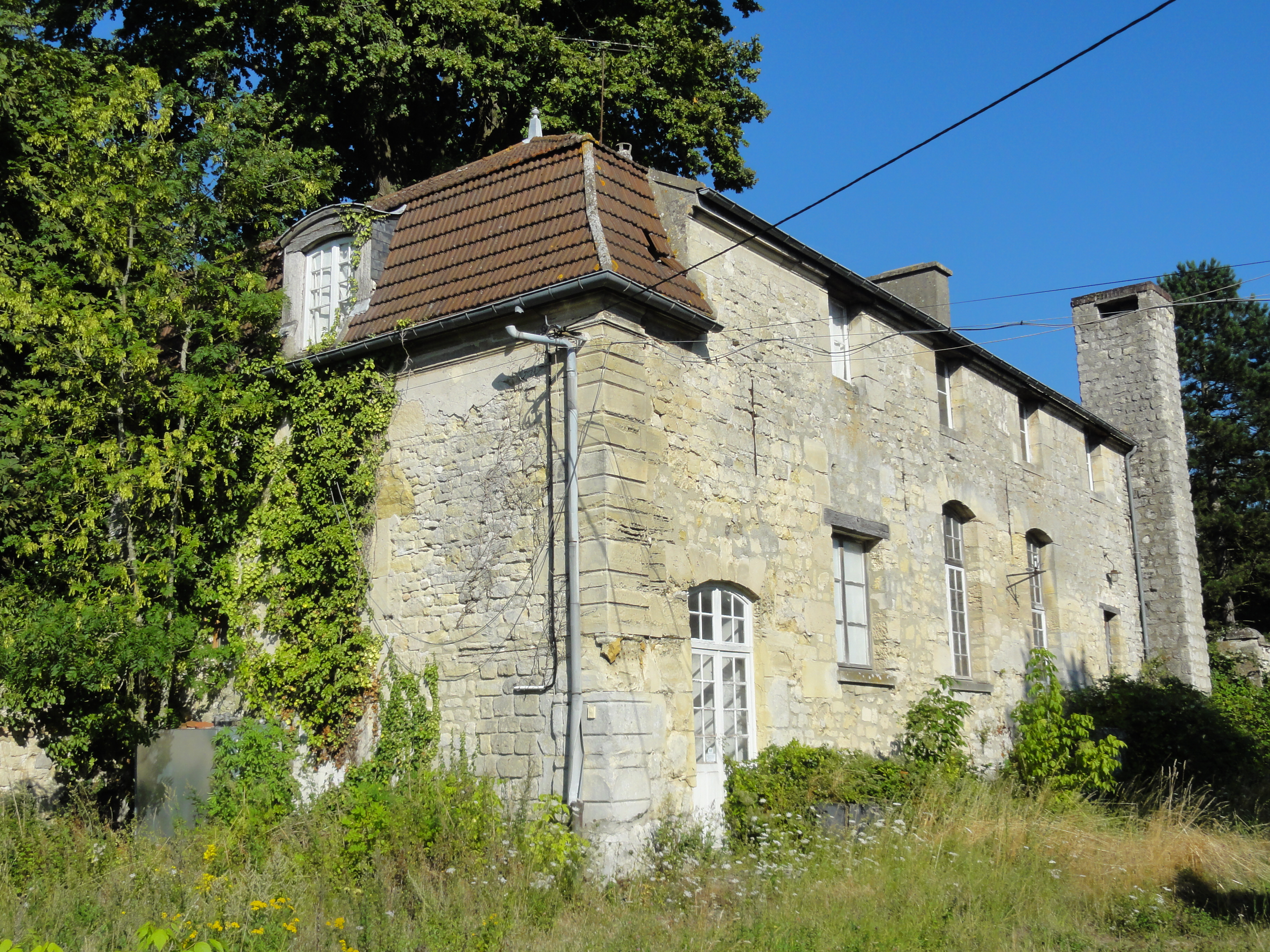
シャトー南側翼の別館
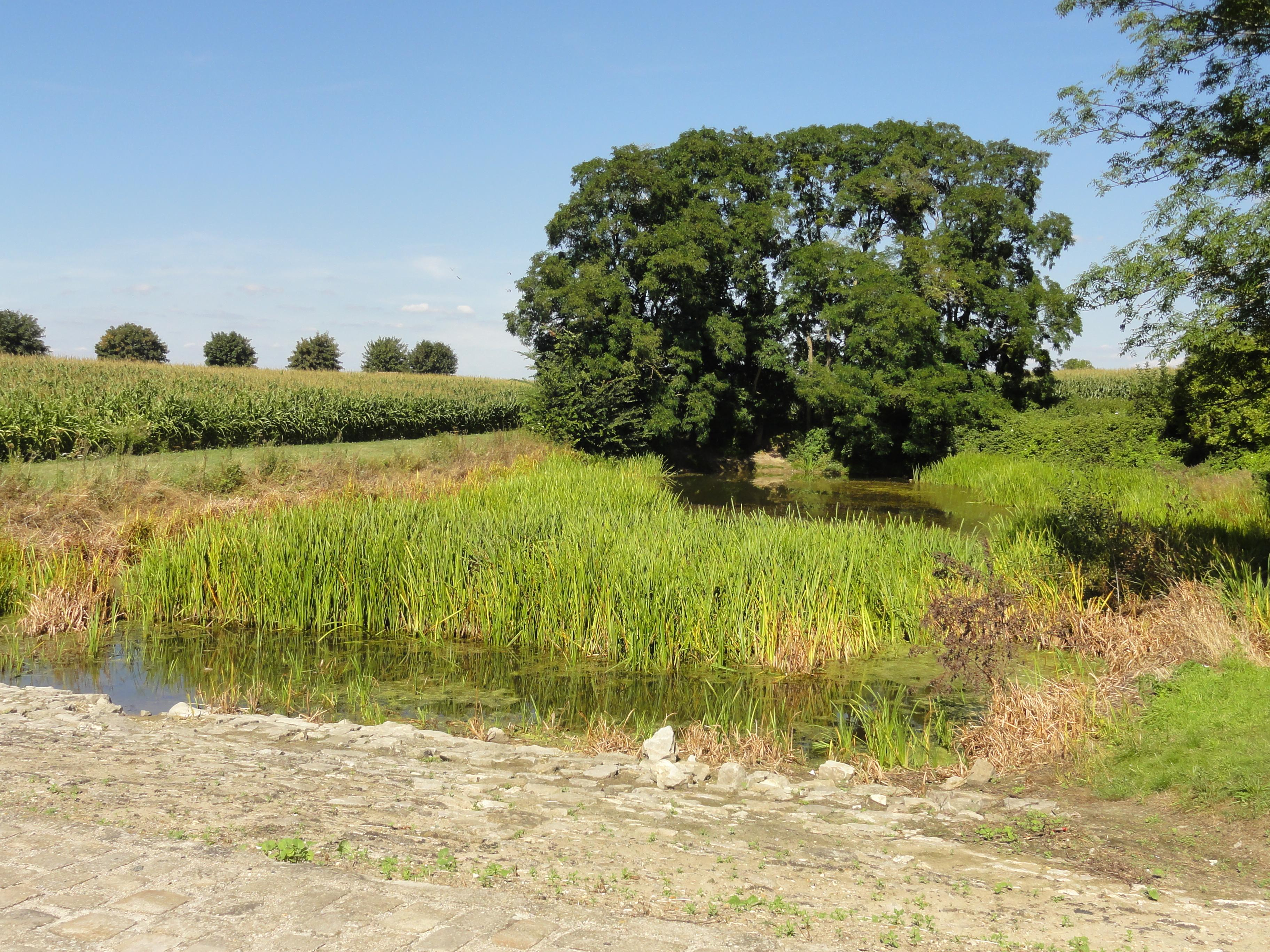
ラヴァル池と呼ばれる、牛馬が水を飲む池
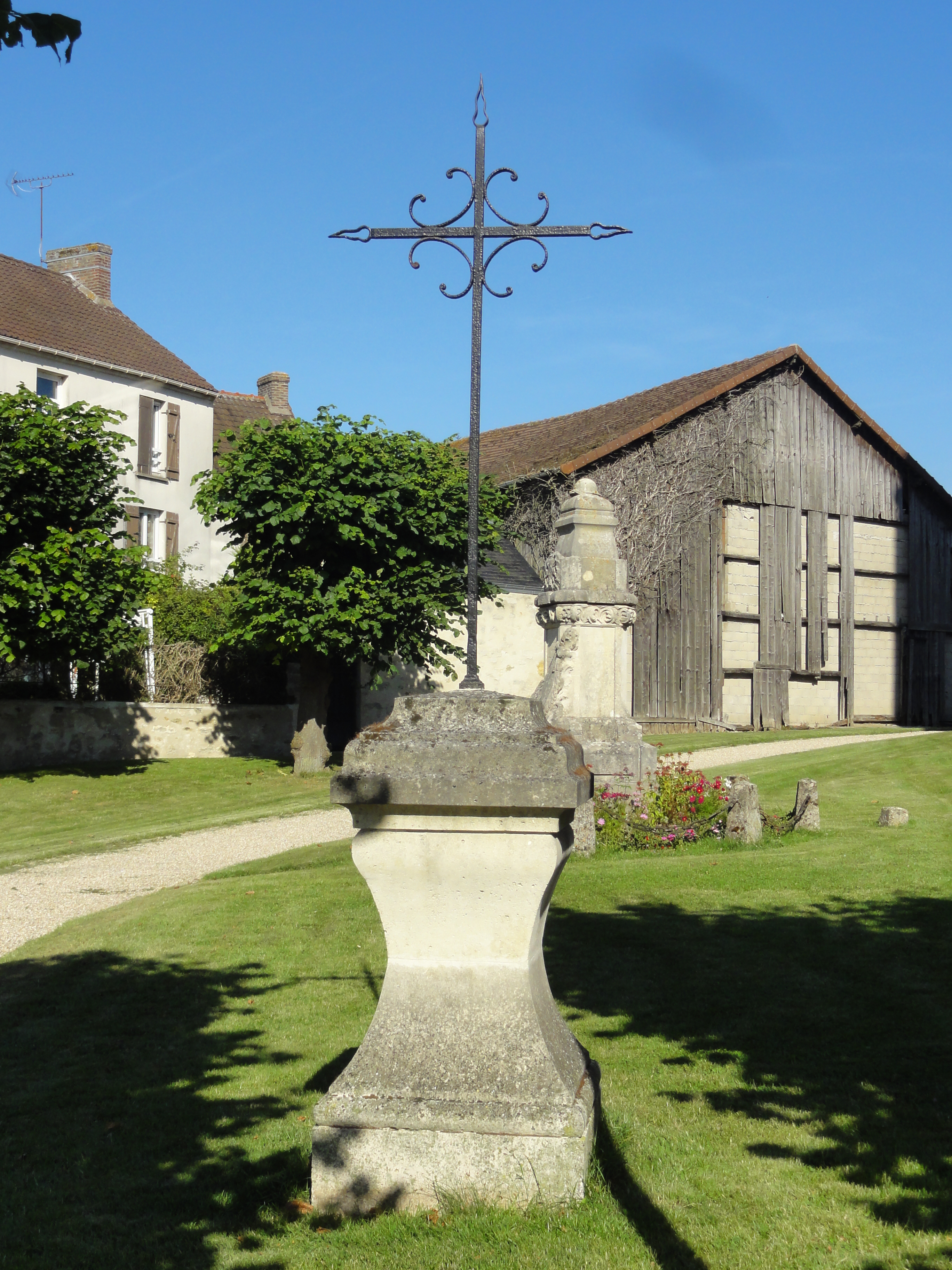
墓地の古い十字架
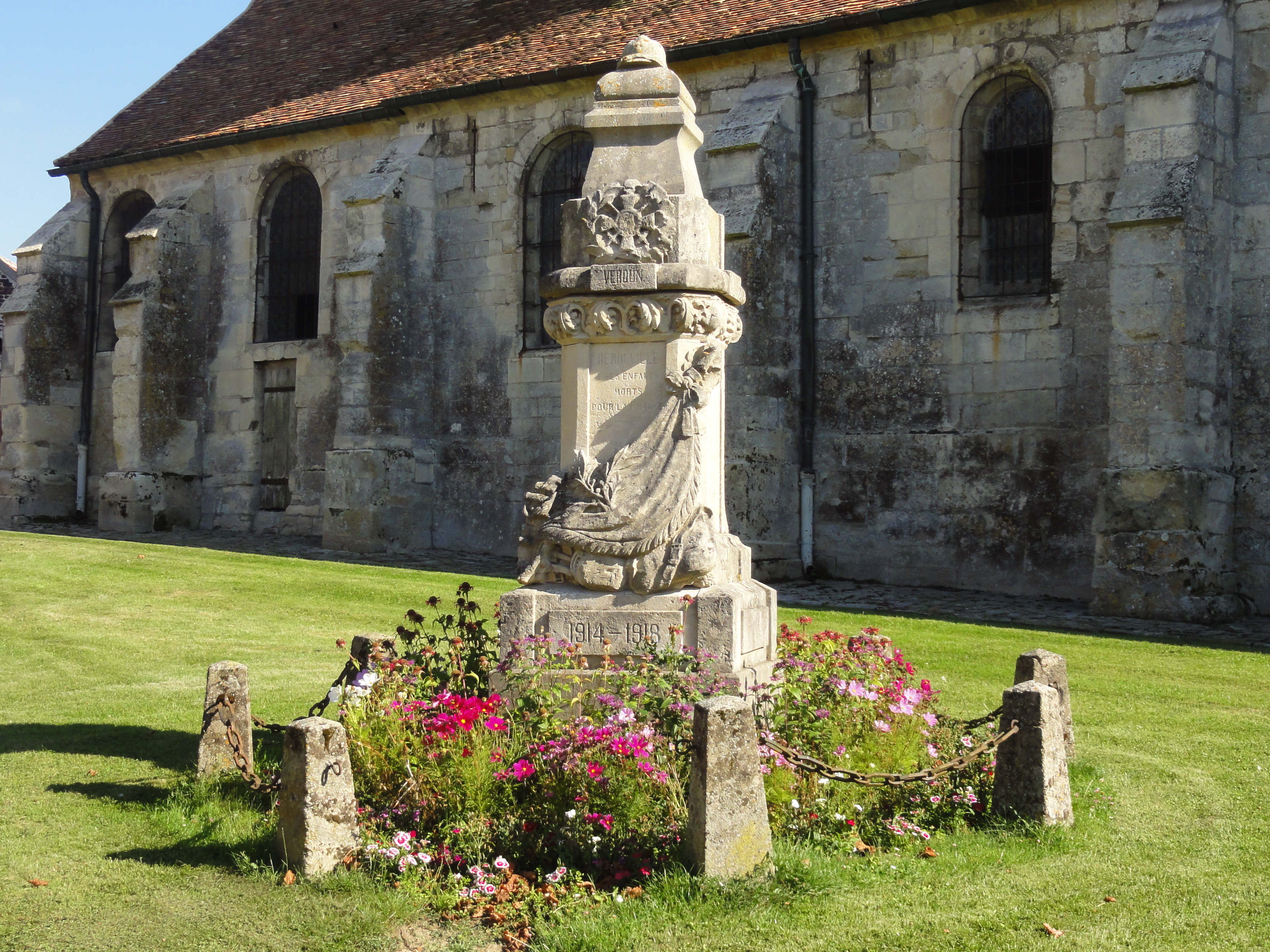
教会の戦死者記念碑

## 参照
1. ↑  Hippolyte Cocheris, Anciens noms des communes de Seine-et-Oise, 1874, ouvrage mis en ligne par le Corpus Etampois.
2. ↑  http://cassini.ehess.fr/cassini/fr/html/fiche.php?select_resultat=17047
3. ↑  https://www.insee.fr/fr/statistiques/3293086?geo=COM-95308
4. ↑  http://www.insee.fr
5. ↑  http://www2.culture.gouv.fr/public/mistral/merimee_fr?ACTION=CHERCHER&FIELD_1=REF&VALUE_1=PA00080092